# 486 (số)
486 (bốn trăm tám mươi sáu) là một số tự nhiên ngay sau 485 và ngay trước 487.